# 聯合出版集團
聯合出版（集團）有限公司，是成立於1988年香港的中华人民共和国國有企業。集團實體歷史悠久，由香港殖民時期的三家文化機構整合而來。
現時業務包括出版、發行、零售、印刷、RFID设计封装、艺术品经营、文化交流等。子公司分佈香港、澳門、中國大陸、新加坡、馬來西亞、北美、欧洲等地。屬下機構包括人稱「三中商」的香港三聯書店、香港中華書局和香港商務印書館，還有萬里機構、新雅文化事業公司、集古齋及中華商務聯合印刷（香港）有限公司等。傅偉中目前為該集團董事長。集團曾由中國中央政府轄下的香港中聯辦擁有，截至2021年3月由紫荆文化集团有限公司持有。

## 歷史
1914年商務印書館香港分館成立。
1927年中華書局香港分局成立。

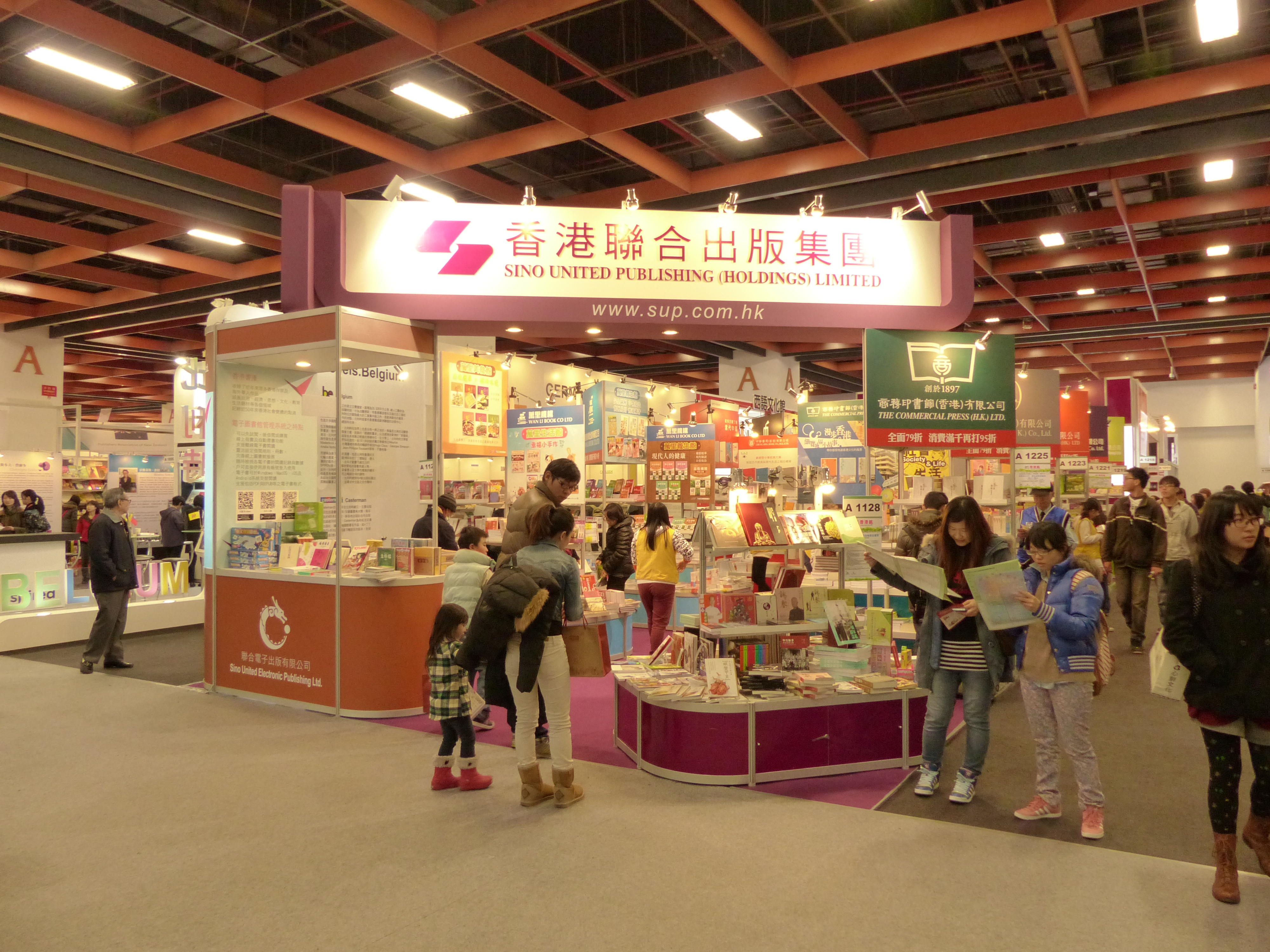
2014年臺北國際書展，世貿一館香港聯合出版集團攤位

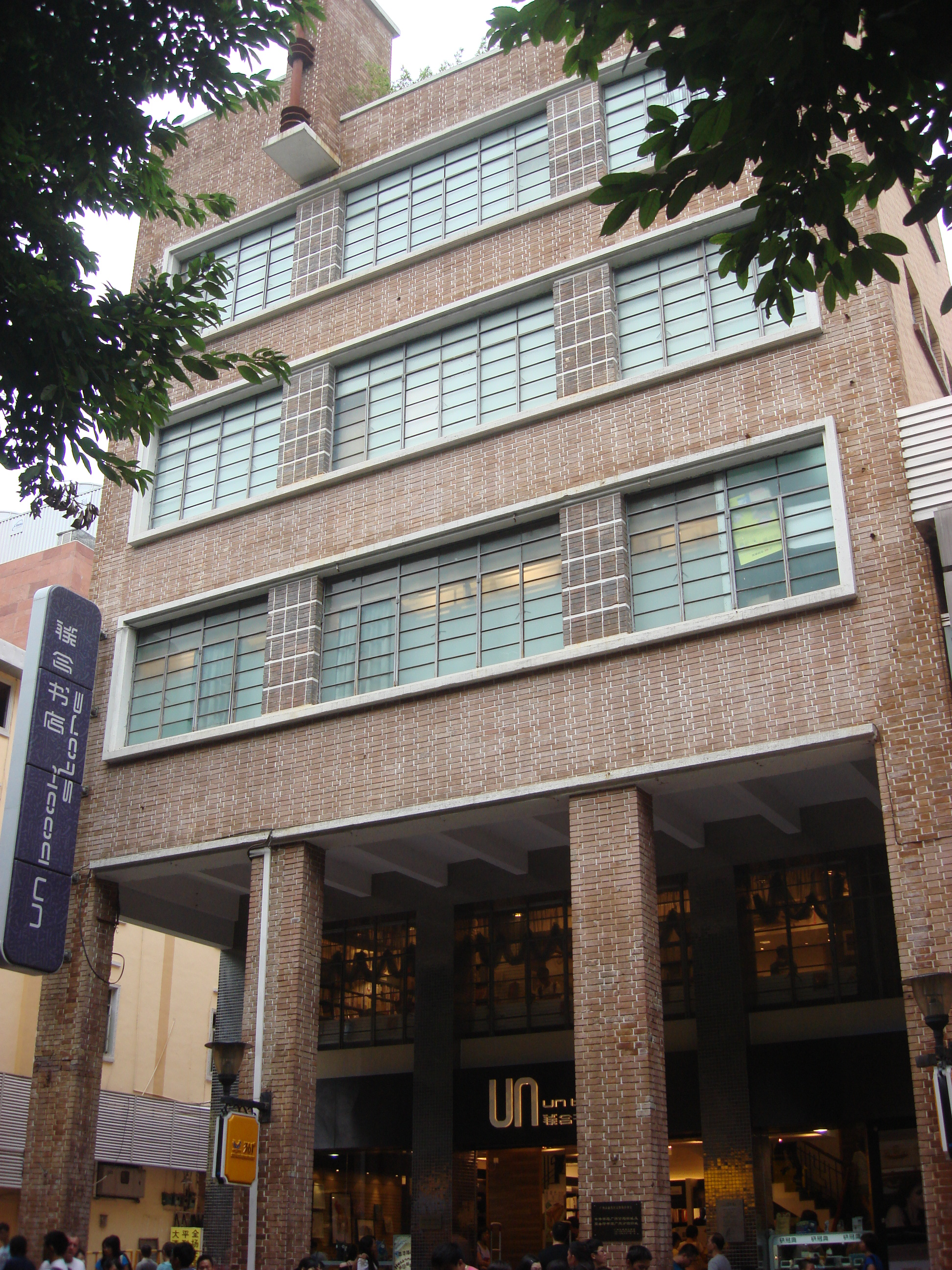
廣州聯合書店，為原中華書局廣州分局舊址。樓宇在香港聯合出版集團斥資維修及重現原貌後啟用作為書店。

1948年，香港生活書店、讀書出版社和新知書店，最終合併成三聯書店。
1980年，中華和商務兩家印刷廠合併成「中華商務聯合印刷（香港）有限公司」。註：該兩家印刷廠分別是1924年在香港設立的香港商務印書館印刷局，及1933年中華書局在九龍所設的印刷分廠。同年，「三聯書店．中華書局．商務印書館香港總管理處」成立。
1988年9月，「三聯書店．中華書局．商務印書館香港總管理處」重組。新成立的「聯合出版（集團）有限公司」成為香港大型出版集團，全資擁有三聯、中華、商務及其它文化企業，並自此被俗、簡稱為「三中商」（亦可解作「三家中共管理的書商」）。
1995年， 子公司中華商務安全印務投得合約, 自1997年起為香港入境事務處製作香港特區護照及簽證身份書, 1999年起為澳門身份證明局製作澳門特區護照及旅行證。
2016年7月，該集團自行印刷的「香港書展2016專刊」列出其中幾家機構，包括：三聯書店（香港）有限公司、中華書局（香港）有限公司、商務印書館（香港）有限公司、香港中和出版有限公司、香港教育圖書公司、新雅文化事業有限公司、萬里機構出版有限公司、圓方出版社（香港）有限公司、百利唱片有限公司、超閱網及雲通科技有限公司。

## 旗下品牌

### 新闻传媒
- 聯合出版集團名義：
  - 《香港商報》[15][16]
  - 《橙新聞》
  - 知識雜誌
  - 紫荊雜誌

### 文化出版
- 三聯書店（香港）有限公司
  - 天健出版社
  - 智能教育出版社
  - 時空出版社
  - 利文出版社
- 中華書局（香港）有限公司
  - 開明書店
  - 中原社
  - 非凡出版
  - 中華教育
- 商務印書館（香港）有限公司
  - 香港太平書局
  - 千尋出版社
  - Athens Education
  - Achiever Press

- 萬里機構出版有限公司
  - 得利書店
  - 萬里書店
  - 明華出版公司
  - 明天出版社
  - 飲食天地出版社
  - 萬里媒體有限公司
  - 飲食業務促進公司
  - 圓方出版社
  - 知出版社
  - 普賢出版社
- 新雅文化事業有限公司
  - 山邊出版社
- 香港教育圖書有限公司
- 香港中和出版有限公司
- 聯合新零售（香港）有限公司
- 聯合電子出版有限公司
- 利源書報社有限公司
- 新民主出版社有限公司
- 知出版有限公司
- 坤輿出版社有限公司
- 集古齋有限公司
- 博雅藝術有限公司
- 香港聯合書刊物流有限公司
- 澳門文化廣場有限公司
- 中華商務貿易公司（廣州）
- 廣東聯合圖書有限公司
- 深圳聯合數字出版服務有限公司
- 中華書局（新）有限公司
- 商務印書館（新）有限公司
- 商務印書館（馬）有限公司
- 聯合出版（美國）有限公司
- 聯合出版（洛杉磯）有限公司
- 聯合出版（加拿大）有限公司
- 聯合出版（多倫多）有限公司
- 聯合出版（英國）有限公司
- 東風書店
- 東方文化事業公司

### 音像
- 百利唱片有限公司
- 葆雅貿易有限公司
- 雅樂坊（國際）有限公司
- 廣東大音音像出版社

### 其他
- 中華商務聯合印刷（香港）有限公司
- 僑商置業有限公司
- 中華商務貿易公司
- 香港管理學院有限公司
- 雲通科技有限公司

## 爭議事件

### 中央國有企業掌控香港書籍出版發行市場
香港電台新聞紀錄片電視節目《鏗鏘集》披露擁有三聯書店、中華書局及商務印書館香港三大書店的聯合出版集團是由中聯辦透過广东新文化事业发展有限公司持有，被質疑有否違反一國兩制不干預本地事務的原則。《鏗鏘集》的記者多次向中聯辦官員追訪查證時，卻遭到不同方式的婉拒，政制及內地事務局發言人則表示「並無相關資料」。

## 外部連結

### 官方網站
- 聯合出版集團官方網頁（页面存档备份，存于）
- 聯合出版集團副董事長兼總裁--陳萬雄（页面存档备份，存于）